# Nowa Demokracja (Szwecja)
Nowa Demokracja (szw. Ny Demokrati, NyD) – szwedzka prawicowa partia polityczna reprezentowana w Riksdagu w latach 1991–1994. Została powołana do życia w Skarze 4 lutego 1991 roku przez Iana Wachtmeistera oraz Berta Karlssona, po ogłoszeniu deklaracji jej powstania pod koniec 1990 roku.

## Program
W dużej mierze program Nowej Demokracji opierał się o kwestie dotyczące obniżki podatków, mocnym ograniczeniu etatów w sektorze publicznym, bardziej restrykcyjnej polityce wobec emigrantów, redukcji do 151 członków Parlamentu Europejskiego oraz bezpośrednim wyborze premiera Szwecji. Ponadto partia opowiadała się za wystąpieniem Szwecji ze struktur europejskich.

## Wybory w 1991 i 1994
15 września 1991 w wyborach parlamentarnych do Riksdagu na Nową Demokrację oddano łącznie 6,7% głosów co przełożyło się bezpośrednio na 25 mandatów. W kolejnych wyborach 18 września 1994 wynik był znacznie gorszy – tylko 1,2% – i partia nie dostała się do  parlamentu.